# シャドウハーツシリーズ
シャドウハーツシリーズ（SHADOW HEARTS Series）は、サクノス（後のノーチラス）によって開発され、アルゼから発売されたコンピュータRPGシリーズ。サクノスの過去作『クーデルカ』を原点とし、その世界観を受け継いだシリーズとして生み出された。

## 概要
舞台は1910年代から1920年代の地球。1898年の物語である『クーデルカ』の世界観を受け継ぎ、クトゥルフ神話を始めとする様々な伝承の創作物語や古文書、宗教、各国の神話などをモチーフとし、歴史の裏側を通じてこれら超自然的な謎に巻き込まれた人々の物語を追うコズミック・ホラーの要素を持つ。また、テーマには『デビルマン』の影響を強く受けている。実在の人物をモデルとしたキャラクターも登場するが、必ずしも史実通りではない。『クーデルカ』が一つの建造物を舞台とした一夜の出来事だったのに対し、『シャドウハーツ』はアジア、ヨーロッパ、アメリカ大陸と幅広い国々を回る冒険ものとなっている。ハードな世界観とシリアスなメインストーリーの中に独自のギャグ要素も盛り込んでおり、「愛と涙とお笑いのRPG」とも表される。
タイトルの「シャドウハーツ」（影の心）の由来について、監督の町田松三は「例えば実社会において何か障害にぶつかった場合、単純に「正義」や「熱意」といったものだけで事態を変えていくことは難しいですよね。“権力に抗おうと思ったら権力そのものを手に入れなければならない”とか。何かを変えようと思ったら、自分が望まなくても時として「負の力」や「非情さ」も必要であると。そういう、あまり表には現れてこない実社会の図式や人間の影の部分の心というものを象徴する言葉として“シャドウ ハーツ”が浮かびましたね」と語っている。

## 沿革
サクノス創設者である菊田裕樹は『クーデルカ』の監督・脚本を手掛けた後に退社。当初菊田が構想していた『クーデルカ』の続編も白紙となったが、同作の美術監督であった町田松三（当時は板倉松三）がその世界観を取り上げ、「どこにも属さないRPG」「王道ながら独自性のあるRPG」を作るべく間接的続編となる『シャドウハーツ』を企画した。その後、サクノスは親会社のSNKの倒産により、コンシューマーゲーム事業のチームごとアルゼグループのノーチラス株式会社へ移籍・再編。町田が再び監督・脚本を手掛け、ノーチラスが開発した『シャドウハーツII』はIGNやRPGamerで2004年のPS2ベストRPGとして選ばれ、GameTrailersが選ぶJRPGの優れた戦闘システムでは2位に選ばれた。『シャドウハーツ・フロム・ザ・ニューワールド』は『II』のシステムをより洗練させ、新規層開拓のために世界観やキャラクターを一新したが、町田はストーリーコンセプト提供という形でのみ関わった。
2007年のアルゼのゲーム事業撤退に伴い、ノーチラスもアルゼグローバルトレーディング株式会社へ改称し、ゲーム制作業務を中止。その後、2009年2月にアルゼマーケティングジャパン株式会社へ吸収合併、同年6月にアルゼへ吸収合併され、スタッフはパオン、フィールプラス、プロキオン・スタジオなどへ移籍した。これにより町田が構想していた『シャドウハーツIII』を含む新作は計三度に渡って開発中止となる。
アルゼ（ユニバーサルエンターテインメント）は2007年に本シリーズのジャッジメントリングバトルシステムの特許を取得し、2021年にシリーズの新作やリメイクの予定が無いと発表した一方で翌2022年に日本で「シャドウハーツ」を商標登録した。町田は自身の会社となるスタジオワイルドローズを立ち上げてシリーズの開発スタッフを再集結させ、2022年に『シャドウハーツ』の精神的続編『ペニーブラッド』を発表している。

## シリーズ一覧
| 1999 | クーデルカ                                 |
| 2000 |                                            |
| 2001 | シャドウハーツ                             |
| 2002 |                                            |
| 2003 |                                            |
| 2004 | シャドウハーツII                           |
| 2005 | シャドウハーツ・フロム・ザ・ニューワールド |

- クーデルカ（1999年12月16日、PS）
- シャドウハーツ（2001年6月28日、PS2）
- シャドウハーツII（2004年2月19日、PS2）
- シャドウハーツ・フロム・ザ・ニューワールド（2005年7月28日、PS2）

## 舞台設定
- クーデルカ（1898年） - イギリス
- シャドウハーツ（1913年～1914年） - 中華民国、ヨーロッパ
- シャドウハーツII（1915年） - ヨーロッパ、大日本帝国
- シャドウハーツ・フロム・ザ・ニューワールド（1929年） - アメリカ合衆国、ラテンアメリカ

## キーワード
ジャッジメントリング
「審判の輪」を意味する円盤。円盤上に「ヒットエリア」「クリティカルエリア」などの呼ばれる色付きの扇形のエリアが一定数存在するもので、リングの中心から円周へ伸びる「バー」と呼ばれる線が時計回りに一周する間に○ボタンをエリア内で押せれば行動は成功となり、エリア外でバーを止めたり、エリアを過ぎるまでにバーを止められなかったりした場合には失敗となる。ゲーム中の行動の成否はこのリングで判定されるシステムとなっており、戦闘時の行動のみならず、一部のイベントでのアクションや福引、ショップの値引きにも使用される。
円盤に描かれた三つの目は生命の意思たる「動機」、生命の可能性たる「行動」、生命の運命たる「結果」を示しているとされ、魂を宿す全ての人間が持っている共通の理念を表現している。
フュージョン
魔物や悪魔、神々、精霊といった超常的存在の魂と融合して変身し、その力を行使する能力。手段や融合対象は様々で、この能力者は総称して「ハーモニクサー」と呼ばれる。強大な力を得る一方、融合した魂に呑み込まれて暴走したり、その魂に喰われてしまう可能性もあり、使用するには強靭な意志力や執念が必要である。
『I』『II』の主人公ウルが使用するフュージョンは血筋による先天的な能力であり、本来は太古の昔に日本の神が人間に与えたもので正確には「降魔化身術」（ごうまけしんじゅつ）と呼ばれる。しかしウルはその血筋に加えて世界を旅した経験から、倒した怪物の魂を具現化・使役する能力を獲得する。
それ以外では神や悪魔との契約によって獲得する方法があり、敵側は主にこちらの形でフュージョンを行う。契約に必要な場所や物さえ揃えられれば誰でも会得可能で凄まじい力を得られる一方、その魂を制御し得るだけの意志力が無ければ簡単に魂を喰われ、その悪魔や神に乗っ取られてしまう。『F』のヒロインのシャナイアは各地の精霊と契約する形でフュージョンしている。
マリス
悪意や怨念などの負のエネルギーが凝縮した赤い光。マリスが入り込んだ人間は心の闇を増幅され、欲望に忠実になり、活力を希望や生き甲斐から怒りや憎しみへと変えてしまう。マリスが満ちることで異世界「マリス界」と繋がる「窓」を開き、悪意の怪物を呼び寄せる場合もある。また、マリス界では意志の弱い人間や自ら望む人間も醜悪な怪物と化してしまう。
『I』では主に主人公に倒される怪物の怨念を指し、これが増幅することで死神を現世に発現させてしまう。『II』ではバチカンに千年に渡って封印されていたマリスが放たれて人々の精神を汚染し、『F』の時代までもその爪痕を残している。『F』ではストーリーの根幹に関わる存在となる。
三冊の経典
使い方次第で世界の黄金率まで歪めてしまうとされる、強大な力を秘めた禁断の魔術書。宇宙から外なる超神を召喚する秘術が記された「ルルイエ異本」。星の地脈を操り、星の守護者と呼ばれる古神を目覚めさせる秘術が記された「バルスの断章」。死を克服し、無から新たなる生命を生み出す秘術が記された「エミグレ文書」の三冊。使用するには膨大な魔術の知識や代償が必要だが、古来よりその力を巡って血の惨劇が繰り返されてきた。バチカンの法王の監視のもと厳重に封印されてきたが盗み出され、様々な事件の引き金となる。特に「エミグレ文書」は『クーデルカ』から『F』に至る全作でストーリーに関わってくる。

## 関連作品
- ペニーブラッド - 町田を始めとするシリーズスタッフによって開発されている精神的続編。
- カオスウォーズ - 複数メーカー作品のクロスオーバー。『II』のキャラクターが参戦。